# Мілтон Каско
Мілтон Каско (ісп. Milton Casco, нар. 11 квітня 1988) — аргентинський футболіст, захисник клубу «Рівер Плейт».
Виступав, зокрема, за клуби «Хімнасія і Есгріма» та «Ньюеллс Олд Бойз», а також національну збірну Аргентини.
Чемпіон Аргентини.

## Клубна кар'єра
У дорослому футболі дебютував 2009 року виступами за команду клубу «Хімнасія і Есгріма», в якій провів три сезони, взявши участь у 73 матчах чемпіонату. Більшість часу, проведеного у складі «Хімнасія і Есгріма», був основним гравцем захисту команди.
Своєю грою за цю команду привернув увагу представників тренерського штабу клубу «Ньюеллс Олд Бойз», до складу якого приєднався 2012 року. Відіграв за команду з Росаріо наступні три сезони своєї ігрової кар'єри. Граючи у складі «Ньюеллс Олд Бойз» також здебільшого виходив на поле в основному складі команди.
До складу клубу «Рівер Плейт» приєднався 2015 року. Відтоді встиг відіграти за команду з Буенос-Айреса 7 матчів в національному чемпіонаті.

## Виступи за збірну
У 2015 році дебютував в офіційних матчах у складі національної збірної Аргентини. Наразі провів у формі головної команди країни 2 матчі.
У складі збірної був учасником розіграшу Кубка Америки 2015 року у Чилі, де разом з командою здобув «срібло».

## Титули і досягнення
- Чемпіон Аргентини (3):

«Ньюеллс Олд Бойз»: 2012–13
«Рівер Плейт»: 2021, 2023
- Володар Кубка Лібертадорес (1):

«Рівер Плейт»: 2018
- Володар Кубка Аргентини (3):

«Рівер Плейт»: 2016, 2017, 2019
- Володар Суперкубка Аргентини (3):

«Рівер Плейт»: 2017, 2019, 2023
- Переможець Рекопи Південної Америки (2):

«Рівер Плейт»: 2016, 2019
Збірні
- Срібний призер Кубка Америки: 2015
- Бронзовий призер Кубка Америки: 2019